# Немцень
Немцень (рум. Nemțeni) — село у Гинчештському районі Молдови. Утворює окрему комуну.

## Населення
За даними перепису населення 2004 року у селі проживали 1877 осіб.
Національний склад населення села:
| Національність       | Кількість осіб | Відсоток   |
| -------------------- | -------------- | ---------- |
| молдавани румуни     | 1861 4         | 99,1% 0,2% |
| українці             | 6              | 0,3%       |
| болгари              | 3              | 0,2%       |
| росіяни              | 2              | 0,1%       |
| інша / без відповіді | 1              | 0,1%       |
| Всього               | 1877           | 100%       |